# Artur Marczewski
Artur Jan Marczewski (Łódź, 3 augustus 1896 – 1945) was een Pools voetballer. Hij beëindigde zijn carrière in 1927 bij Klub Turystów Łódź, waarna hij scheidsrechter werd in de Ekstraklasa.
Marczewski speelde één wedstrijd voor het Pools voetbalelftal, welke tevens de eerste officiële wedstrijd voor het land was. Deze vond plaats op 18 december 1921 tegen Hongarije.